# 아슈바메다

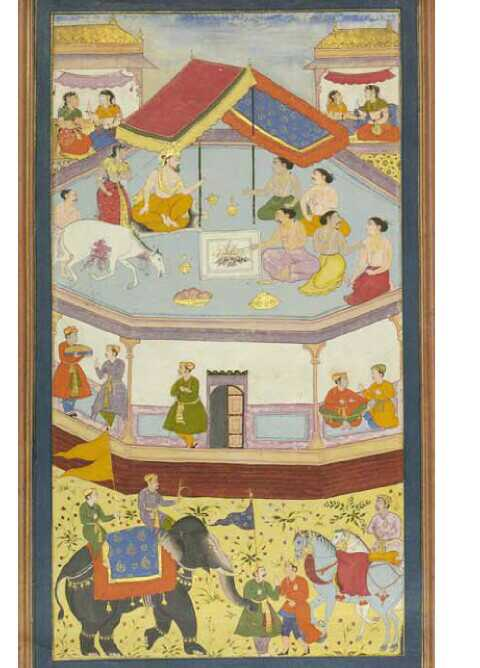
아슈바메다를 지내는 유디스티라

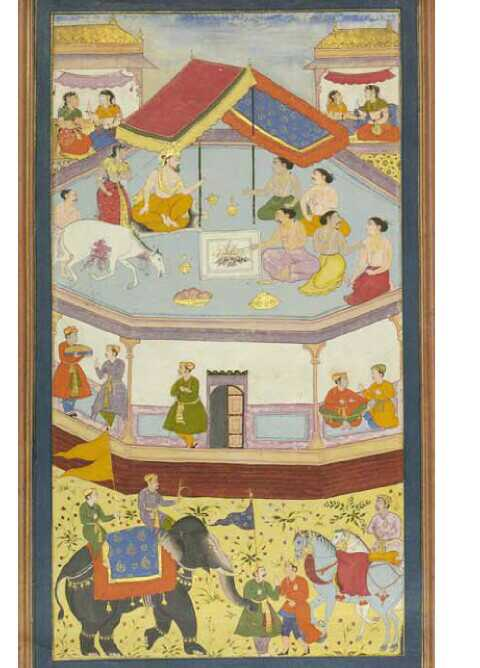
유디슈티라의 아슈바메다 야그나

아슈바메다(산스크리트어: अश्वमेध)는 마제 의식으로, 브라만교의 슈라우타 전통이 뒤따랐다. 고대 인도 왕들이 제국의 주권을 증명하기 위해 이 의식을 치렀다. 왕의 전사들이 동행한 말은 1년 동안 방황하도록 풀려났으며, 말이 지나는 영역에서 어떤 경쟁자라도 말을 동반한 전사들에게 도전함으로써 왕의 권위에 이의를 제기할 수 있었다. 1년 후, 적군이 말을 죽이거나 포획하지 못하면 말은 왕도로 다시 인도되어 제물로 바쳐지고 왕은 확실한 군주로 선언되었다.
아슈바메다를 설명하는 가장 잘 알려진 문헌은 인도 서사시 마하바라타의 18파르바 중 14파르바인 아슈바메디카 파르바가 있다. 크리슈나와 비야사는 유디슈티라 왕에게 희생 제물을 바치라고 조언한다.
이 의식은 많은 고대 통치자들에 의해 행해진 것으로 기록되어 있지만, 실제로 지난 천 년 동안 두 사람만이 행했던 것으로 추정된다. 가장 최근의 의식은 1741년에 있었고, 두 번째 의식은 자이푸르의 마하라자 자이 싱 2세에 의해 거행되었다.
원래 브라만교는 분명히 인도 고유 종교의 다양한 민속 종교와 마찬가지로 많은 동물공희를 포함하고 있었다. 브라만교는 동물공희에 반대하는 방향으로 진화했으며, 수세기 동안 대부분의 힌두교에서는 동물공희가 일반적이지 않았다. 아슈바메다의 큰 위신과 정치적 역할이 아마도 아슈바메다를 더 오랫동안 유지시켰을 것이다.

## 과정

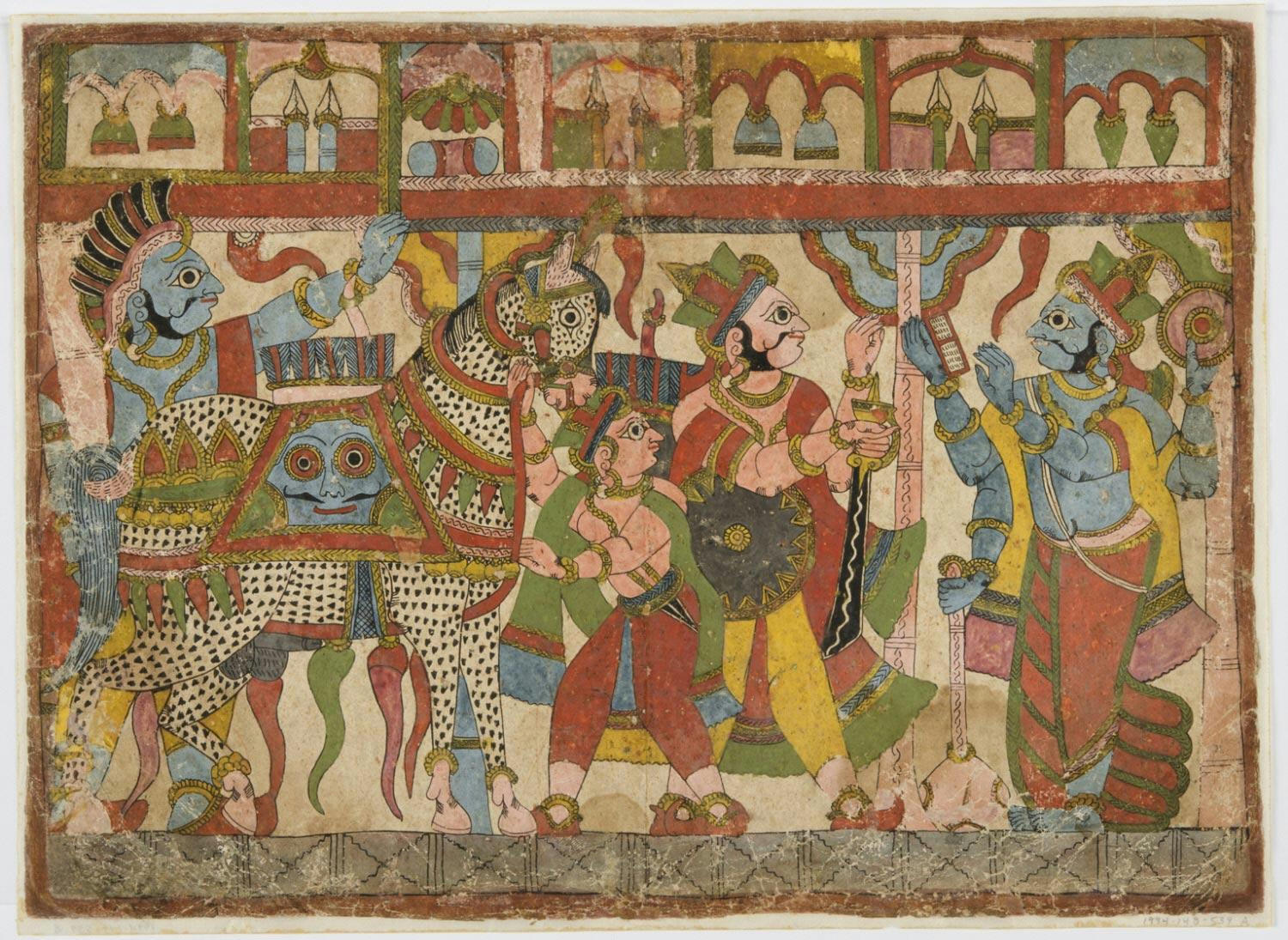
아마 락슈미사의 자이미니 바라타를 묘사한 그림 이야기에서 희생된 말을 따라갈 군대의 준비를 묘사한 19세기 그림.

아슈바메다는 강력한 승리를 거둔 왕(라자)만이 수행할 수 있었다. 제사의 목적은 권력과 영광의 획득, 이웃 지방에 대한 주권, 자손과 왕국의 일반적인 번영을 추구하는 것이었다. 수백 명의 개인과 전문 기술을 가진 수백 명의 동물이 참여해야 하고 모든 단계에서 정확하게 규정된 많은 의식이 수반되어야 하는 엄청난 비용이 들었다.
제물로 바칠 말은 검은 점이 있는 흰 종마여야 한다. 준비에는 특별한 "희생의 집"과 불 제단의 건설이 포함되었다. 말이 여행을 시작하기 전에 점성가들이 선택한 순간에 집에서 의식과 작은 희생이 있었고 그 후에 왕은 왕비와 밤을 보내지만 성교는 피해야 했다.
다음 날 말은 더 많은 의식으로 축성되고 기둥에 묶여 신으로 칭송되었다. 그것은 물을 뿌렸고 아드바류, 사제 및 제물 봉헌자는 그 귀에 만트라를 속삭였다. "네 눈"의 검은 개를 시드라카 나무로 만든 몽둥이로 죽인 다음 말 밑으로 지나가다가 말에 뿌린 물이 흘러나와 남쪽으로 흐르는 강으로 끌고 갔다. 그런 다음 일부 주석가에 따르면 말은 북동쪽으로 풀어져 1년, 또는 반년 동안 원하는 곳이면 어디든지 돌아다녔다. 말은 태양과 그 해의 경과와 관련이 있었다. 말이 희생양에게 적대적인 이웃 지방으로 방황하면 그들은 정복되어야 했다. 방황하는 말에는 백 명의 거세마 무리와 1,400명의 젊은 크샤트리아 남자, 왕자나 고위 법원 관리의 아들이 참석했으며, 모든 위험과 불편으로부터 말을 보호했지만 결코 말을 방해하지 않았다. 수행원들은 종마가 여행하는 동안 어떤 암말과도 짝짓기를 하지 못하도록 막아야 했으며, 만일 막지 못했을 경우 바유에게 우유를 봉헌했다. 말이 부상을 입으면 푸샨에게 빵죽을 봉헌한다. 그가 부상 없이 아프다면 아그니에게 케이크를 봉헌한다. 그가 눈병에 걸렸다면 수리야에게 봉헌되었다. 말이 익사하면 바루나에게 제물을 바쳤다. 말이 길을 잃으면 천지의 신들에게 케이크, 도기 조각 및 기타 세 가지 요리를 봉헌하고 바유에게는 우유를, 수리야에게는 빵죽을 봉헌한다. 말이 죽으면 다른 말이 선택되어 그 자리에서 봉헌되었다. 말이 없는 동안 희생제의 집에서 중단 없이 일련의 의식이 거행되었는데, 매일 세 번의 사비트레스티 의식과 어느 날 저녁에 디르티호마가 사제들에 의해 거행되었다. 디티호마가 끝난 후 저녁에 두 명의 브라만과 두 명의 크샤트리아 음유시인과 광신도들이 희생 제사 첫날에 사제들에게 4,000마리의 암소와 400개의 금화를 주었던 수호왕의 관대함을 찬양했다. 그런 다음 파리플라바카나의 세션이 열렸다. 파리플라바카나는 이야기를 주기적으로 암송하는 방식으로, 10가지 주제 중 1가지가 매일 밤 10가지 주제에 대해 36주기로 논의되었으며, 자유 시간에 참석한 우파드라스트르라고 하는 구경꾼의 청중이 이야기를 목격했다.

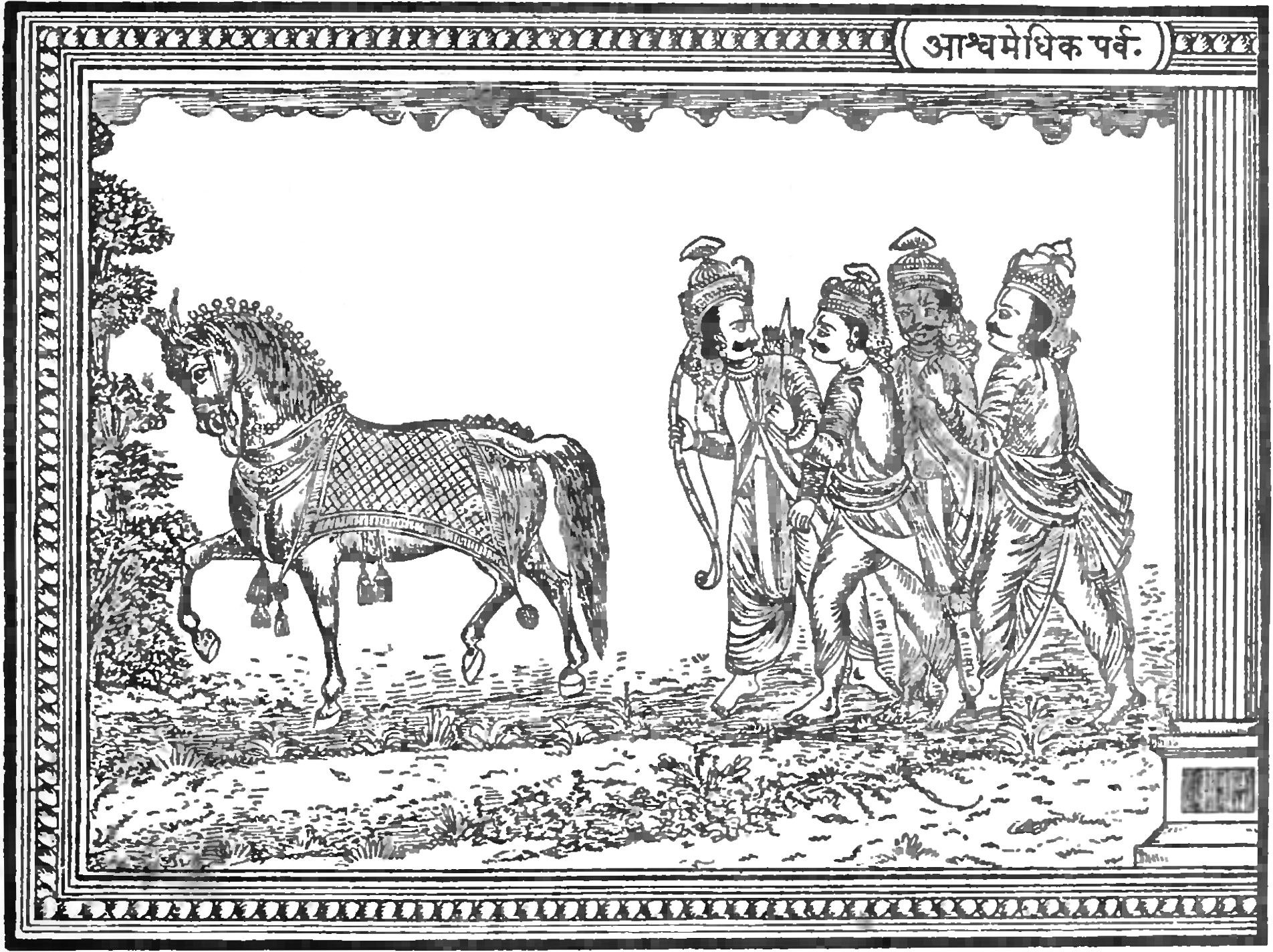
인도의 역사 (1906)에서 아슈바메다의 묘사

말이 돌아온 후 본제를 드리기 전 한 달 동안 더 많은 의식이 거행되었다. 12일 동안의 디크샤(dīkṣā) 의식이 있었고, 그 다음에는 12일 동안의 우파사드가 있었다. 디크샤 의식은 희생 제사 전에 수행되는 예비 봉헌 의식이었다. 예물을 봉헌한 다음 왕은 목욕을 하고 검은 영양 가죽을 입고 다른 가죽으로 덮인 오두막에서 불 앞 오두막에 앉아 머리를 가리고 묵묵히 금식하고 땅에서 잠을 잤다. 우파사드는 소마 희생에 앞서 여러 날에 걸친 의식이었다. 소마(Soma)의 획득과 환영, 제사에 필요한 각종 건축물의 건설, 염소 제물로 구성되었다.
25일째 되는 날에는 아그니스토마가 수행되었다. 아그니스토마는 소마 희생의 주요 부분이었다. 아침 압착에서는 소마를 눌려 "떡, 보리, 신우유가루, 찹쌀, 뜨거운 우유와 신우유"와 함께 제공되었다. 압제와 봉헌 동안 5개의 음악 성가를 부르고 5개의 낭독을 읊었다. 그런 다음 제사장들은 계절에 따라 소마와 열두 제물을 마시고 아그니에게 염소 희생 제물을 바쳤다. 정오의 압착은 인드라에게 바쳐진 것과 유사했으며, 닥쉬나는 다양한 소로 구성된 사제들에게도 그날 분배되었다. 저녁에는 2개의 음악 성가와 2개의 낭독만 불렀다. 그런 다음 "만마의 멍에"와 태양에 대한 최종 주술을 진행하고, 아바브타(Avabhṛtha)가 뒤따랐다. 아바브타는 희생 제물이 끝날 때 희생 제물의 "깨끗하지 않은" 목욕이었다. 영양 가죽을 수역에 넣은 후 왕과 왕비, 사제들이 목욕을 하는 의식을 가졌다. 그 후 불임의 소 또는 11마리의 다른 동물이 희생된다. 밤새도록 아나호마가 우타라베디(북쪽 제단)에서 행해졌으며, 아나호마는 정제 버터, 볶음밥, 볶음 보리, 튀긴 곡물 봉납으로 구성되었다.  
26일째 되는 날, 왕은 의식적으로 정화되었고, 말은 다른 3마리의 말과 함께 도금 전차에 멍에를 메고 리그베다(RV) 1.6.1,2(야주르베다(YV) VSM 23.5, 6)을 읊었다. 그런 다음 말을 물 속으로 몰아넣고 목욕을 했다. 그 후, 왕은 정실 왕비와 다른 두 왕비에 의해 기버터 기름으로 기름을 부었다. 왕비(mahiṣī)는 앞부분에 기름을 바르고, 가장 좋아하는 아내(vāvātā)는 가운데에, 버림받은 아내(parvṛktī)는 뒷부분에 기름을 부었다. 또한 말의 머리, 목, 꼬리를 금장식과 101개 또는 109개의 진주로 장식하였다. 그 다음에는 뿔 없는 검은 목수 염소 한 마리와 곰돌이 한 마리를 불 근처에서 제사용 말뚝에 묶고 다른 동물 17마리를 밧줄로 말에 묶었다. 아그니에게 바쳐진 숫염소가 말의 가슴에 붙어 있었다. 사라스바티에게 바쳐진 암양은 말의 입 아래에 붙어 있었다. 아슈빈에게 헌정된 두 마리의 검은 배 숫염소가 말의 앞다리에 묶여 있었다. 소마-푸샨에게 헌정된 짙은 회색 숫염소가 말 아래에 붙어 있었다. 말의 양쪽에는 검은 염소가 수랴에게, 흰 염소가 야마에게 붙어 있었다. 얽히고 설킨 허벅지를 가진 두 마리의 염소가 트바스타에게 바쳐졌다. 바유에게 바쳐진 흰 염소가 꼬리에 붙어 있었다. 출산을 앞둔 소 한 마리를 인드라에게 바쳤고 왜소한 소 한 마리를 비슈누에게 바쳤다. 한 평론가에 따르면 길들인 동물과 야생 동물을 모두 포함하여 많은 수의 동물이 총 609마리로 다른 말뚝에 묶여 있었다. 제물 봉헌자는 밤에 바친 곡식의 잔해를 말에게 바쳤으며, 그 후 말은 질식사했다.
수석 왕비는 의식적으로 왕의 동료 아내들에게 동정을 호소했다. 왕비들은 죽은 말 주위를 돌아다니며 만트라를 읊고 사제들과 음란한 대화를 나누었다. 왕비는 죽은 말 옆에서 성교를 흉내낸 자세로 이불을 덮고 하룻밤을 보내야 했다.
다음날 아침, 사제들은 그 자리에서 왕비를 일으켰다. 한 사제는 "칼 길"을 따라 말을 자르고 다른 사제는 말의 치유와 재생을 위해 베다의 구절을 암송하기 시작한다. 말의 대망막과 소마는 제물로 바쳐지고, 사제는 그들의 피를 제물로 바쳐 말과 다른 동물 희생자들의 몸을 절단한다. 셋째 날에는 아티라트라(Atirātra)가 행해졌다. 아티라트라는 소마가 취한 야간 세션이 있었던 소마 희생제였다. 그 후에 아바바타(Avabhṛtha)가 일어난다. 그러나 아슈바메다에서는 죄인과 범죄자도 정화 목욕에 참여한다. 그 후 불임 소 21마리를 제물로 바치고 닥시나는 사제들에게 나누어주었다. 주요 닥시나는 왕의 4명의 아내 또는 400명의 수행자를 형성한다.
마누 법전에서는 아슈바메다(V.53)를 두고 다음과 같은 구절이 실려있다.
백 년 동안 매일 말 제사를 드리는 사람과 고기를 먹지 않는 사람 두 사람이 선행의 동일한 열매를 거둔다.

## 굽타 동전에서
굽타 제국의 황제 사무드라굽타(350-370년 재위)와 쿠마라굽타 1세(415-455년 재위)의 금화 중 하나는 그들의 아슈바메다 희생을 기념한다. 앞면에는 기름을 바르고 제물로 장식한 말이 유파 제사 기둥 앞에 서 있고 "밧지메다 희생을 수행한 왕의 왕은 땅을 보호하고 하늘을 얻는다"라고 새겨져 있다. 뒷면은 부채와 수건을 들고 서 있는 여왕의 모습을 보여주며 "아슈바메다 제물을 바칠 만큼 강력하다"라고 새겨져 있다.

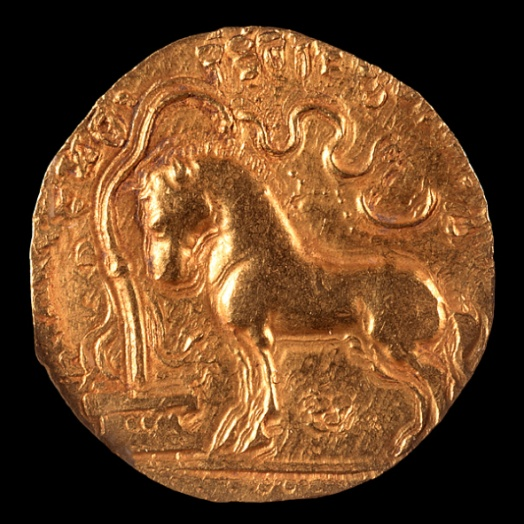
사무드라굽타, 아슈바메다 말
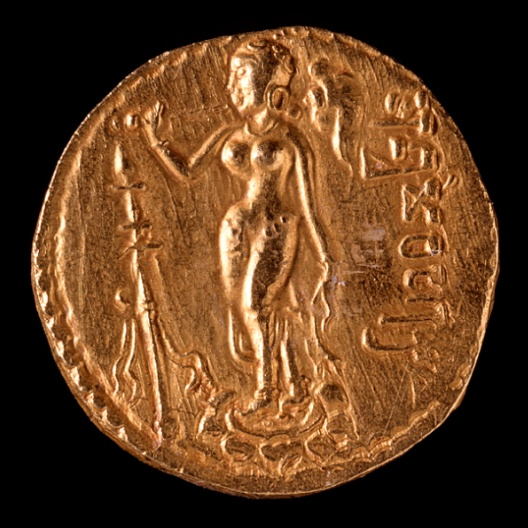
여왕, 마지막 반전
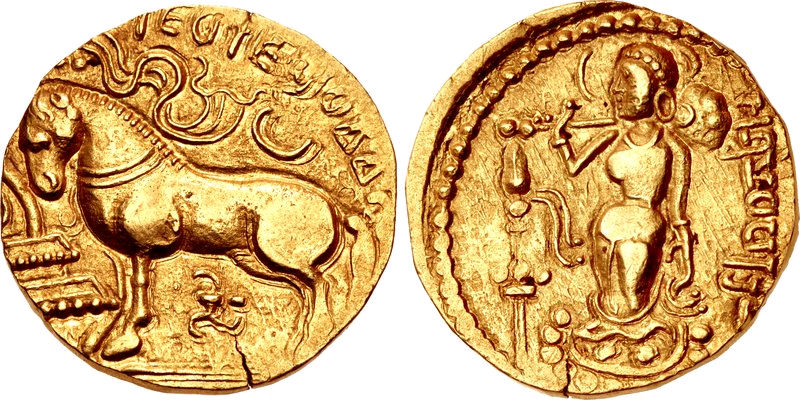
사무드라굽타
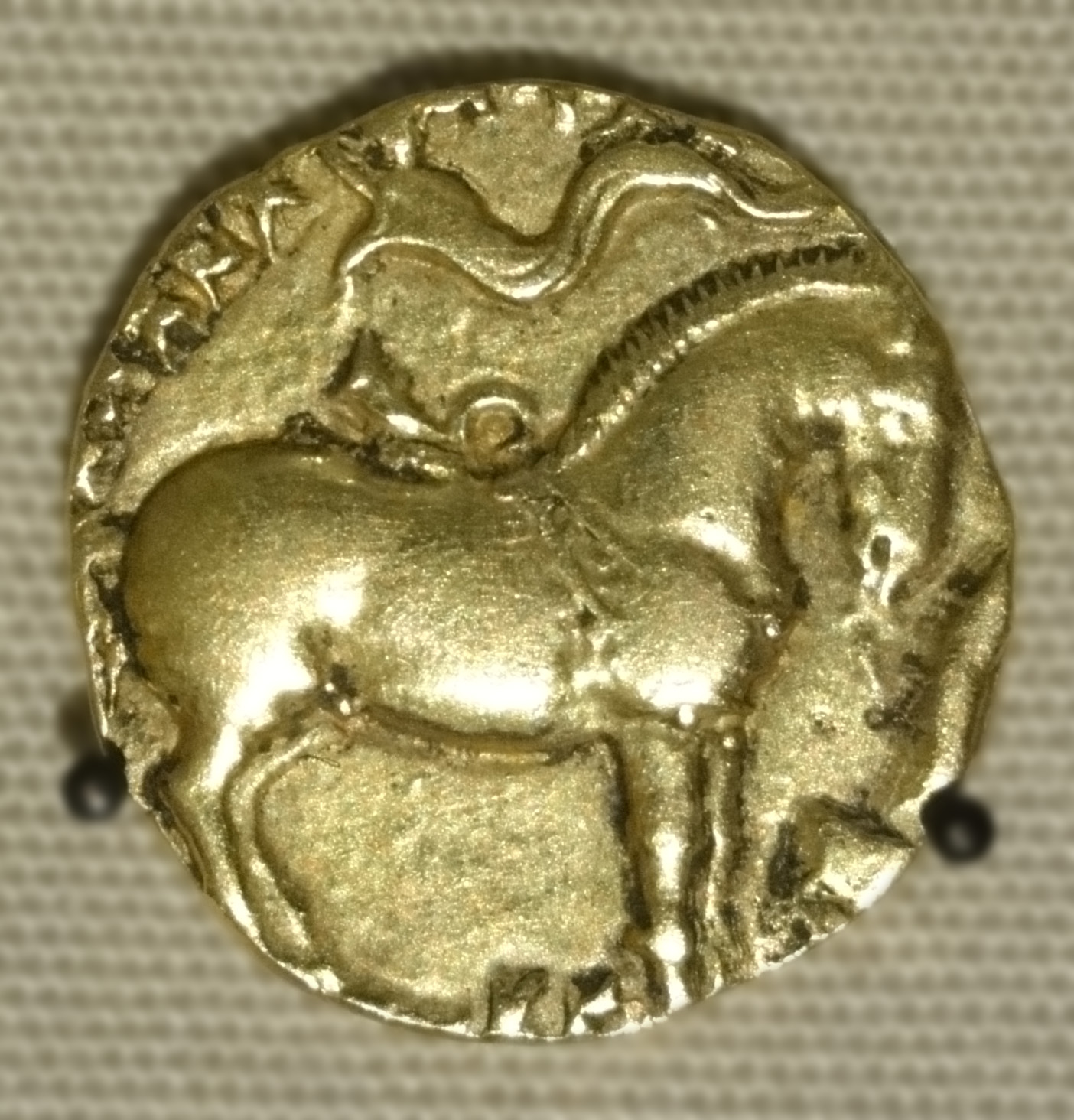
쿠마라굽타

## 유사한 의식
많은 인도-유럽 지파가 마제에 대한 증거를 보여주고 있으며, 비교신화학에서는 그들이 인도유럽 조의 의식에서 유래했다고 주장한다. 대부분은 매장과 관련된 장례 관행으로 보이지만 일부 다른 문화권에서는 왕권과 관련된 의식에 대한 잠정적 증거가 있다. 아슈바메다는 보존된 가장 명확한 증거이지만 라틴 및 켈트 전통의 흔적을 통해 몇 가지 공통 속성을 재구성할 수 있다.
아일랜드의 왕이 희생된 말과 상징적인 결혼 의식을 거행했던 켈트족 전통에서도 유사한 의식이 발견된다. 로마의 10월 말 희생은 연례 행사였으며 분명히 소나 작은 동물이 아닌 말을 희생시킨 유일한 시기였다.
고대 독일인, 아르메니아인, 이란인,  중국인, 그리스인 사이에서 마제가 수행되었다.

## 수행자 목록
인도 서사시와 푸라나에는 수많은 전설적인 말 희생제 수행이 언급되어 있다. 예를 들어, 마하바라타에 따르면 바라타 황제는 야무나강 강둑에서 100번의 아슈바메다 의식을, 사라스바티 강둑에서 300번을, 강가강 강둑에서 400번을 수행했다. 그는 다시 다른 장소에서 1,000번의 아슈바메다와 100번의 라자수야를 수행했다. 굽타 제국과 찰루키아 왕조가 광대한 제국을 통치한 이후, 희생 제물 수행은 현저히 줄어들었다.
아슈바메다의 역사적 수행자는 다음과 같다.
| 군주                                                   | 재위                     | 왕조                                  | 출처 |
| ------------------------------------------------------ | ------------------------ | ------------------------------------- | --- |
| 푸루쿠트사                                             | 베다 시대                | 푸루족                                | [ 28 ] [ 29 ] |
| 트라사다슈 파우루쿠치야                                | 베다 시대                | 푸루                                  | [ 29 ] |
| 수다스 파이자바나                                      | 초기 베다 시대           | 바라타 부족                           | [ 30 ] |
| 파리크시트                                             | 후기 베다 시대           | 쿠루 왕국                             | [ 31 ] |
| 자나메자야 파리크시타                                  | 후기 베다 시대           | 쿠루                                  | [ 32 ] |
| 푸시야미트라 숭가                                      | 기원전 185–149년         | 숭가 왕조                             | 다나데바의 아요디아 비문 및 칼리다사의 말라비카그니미트람                                                              |
| 사르바타타                                             | 기원전 1세기             | 가자야나                              | 고순디와 하티바다 비문. 일부 학자들은 사르바타타를 칸바 왕조의 왕으로 보지만, 이에 대한 결정적인 증거는 없다.          |
| 데비미트라                                             | 기원전 1세기             | 미상                                  | 무사나가르 비문 |
| 사타카르니 1세                                         | 기원후 1세기 또는 2세기  | 사타바하나 왕조                       | 나네가트 비문에는 그의 두 번째 아슈바메다가 언급되어 있다.                                                             |
| 바시슈티푸트라 참타물라                                | 기원후 3세기             | 안드라 이크슈바쿠                     | 그의 아들과 손자의 기록                                                                                                |
| 실라바르만                                             | 기원후 3세기             | 바르샤가냐                            | 자가트푸르 비문에는 그의 네 번째 아슈바메다가 언급되어 있다.                                                           |
| 프라바라세나 1세                                       | 기원후 270년경 – 330년경 | 바카타카 왕조                         | 그의 후손들의 비문에 따르면 그는 네 번의 아슈바메다 희생을 수행했다.                                                   |
| 바바나가                                               | 기원후 305–320년         | 파드마바티의 나가족                   | 나가족과 관련된 바카타카 왕조의 비문은 그들에게 10번의 말 희생 제물을 돌리지만, 이 왕들의 이름은 밝히지 않는다.        |
| 비자야데바바르만                                       | 기원후 300–350년         | 샬랑카야나                            | 엘로르 비문 |
| 시바스칸다 바르만                                      | 기원후 4세기             | 팔라바                                | 히라하다갈리 비문 |
| 쿠마라비슈누                                           | 기원후 4세기             | 팔라바                                | 그의 증손자의 옴고두 비문                                                                                              |
| 물라바르만                                             | 기원후 4세기             | 쿠타이 마르타디푸라 (현재 인도네시아) | [ 39 ] |
| 사무드라굽타                                           | 기원후 335/350–375년경   | 굽타 왕조                             | 왕의 동전 및 그의 후손들의 기록                                                                                        |
| 쿠마라굽타 1세                                         | 기원후 414 – 455년       | 굽타 왕조                             | [ 41 ] |
| 마드하바 바르만                                        | 기원후 440–460년         | 비슈누쿤디나 왕조                     | [ 36 ] |
| 다라세나                                               | 기원후 5세기             | 트라이쿠타카 왕조                     | [ 38 ] |
| 크리슈나바르만                                         | 기원후 5세기             | 카담바 왕조                           | [ 38 ] |
| 나라야나바르만                                         | 기원후 494–518년         | 바르만 왕조                           | 바스카라바르만 인장의 전설                                                                                             |
| 부티바르만                                             | 기원후 518–542년         | 바르만 왕조                           | 바르간가 비문 |
| 풀라케신 1세                                           | 기원후 543–566년         | 바타피의 찰루키아                     | [ 43 ] |
| 스티타바르만                                           | 기원후 565–585년         | 바르만 왕조                           | [ 44 ] |
| 풀라케신 2세                                           | 기원후 610–642년         | 바타피의 찰루키아                     | [ 36 ] |
| 마드하바라자 2세 (별칭 마드하바바르만 또는 사이냐비타) | 기원후 620–670년경       | 샤일로바바 왕조                       | 비문 |
| 심하바르만 (아마도 나라심하바르만 1세)                 | 기원후 630–668년         | 팔라바                                | 시반바얄 기둥 비문에는 그가 10번의 아슈바메다를 수행했다고 기록되어 있다.                                              |
| 아디티야세나                                           | 기원후 655–680년         | 후굽타 왕조                           | 바이디아나트 사원 (데오가르) 비문                                                                                      |
| 마드햐마라자 1세 (별칭 아야쇼비타 2세)                 | 기원후 670–700년경       | 샤일로바바 왕조                       | 비문; 비문에 대한 한 가지 해석은 그가 아버지 마드하바라자 2세가 수행한 아슈바메다에 단지 참여했을 뿐이라고 시사한다.   |
| 다르마라자 (별칭 마나비타)                             | 기원후 726–727년경       | 샤일로바바 왕조                       | 비문; 비문에 대한 한 가지 해석은 그가 할아버지 마드하바라자 2세가 수행한 아슈바메다에 단지 참여했을 뿐이라고 시사한다. |
| 라자디라자 촐라                                        | 기원후 1044–1052년       | 촐라 왕조                             | [ 47 ] |
| 자이 싱 2세                                            | 기원후 1734년 및 1741년  | 자이푸르의 카치와하                   | 자이 싱의 아슈바메다 의식에 참여하고 그의 아들 이시바르 싱의 궁정 시인이었던 크리슈나바타의 이시바라빌라사 카비아      |

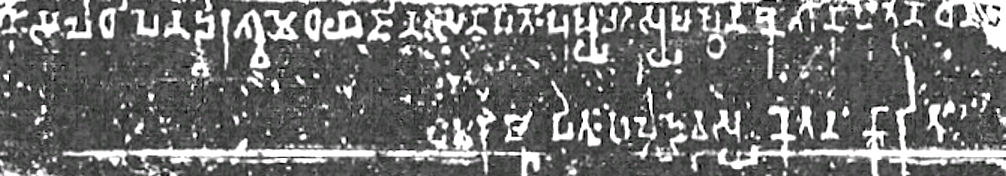
기원전 1세기 다나데바-아요디아 비문에는 아요디아 시에서 푸시야미트라에 의해 두 번의 아슈바메다 의식이 언급되어 있다.

8세기 팔라바 왕 난디바르만 2세(별칭 팔라바말라)의 우다옌디람 비문에는 그의 장군 우다야찬드라가 "매우 강력해지고자 아슈바메다의 말을 쫓아다니던" 니샤다의 통치자 프리트비비야그라를 물리쳤다고 기록되어 있다. 이 비문은 어떤 왕이 이 아슈바메다 캠페인을 시작했는지 명확히 밝히지 않는다. 역사가 N. 벤카타라마나야는 프리트비비야그라가 봉건 통치자였으며, 난디바르만의 아슈바메다 캠페인에 성공적으로 도전하려 했다고 이론화했다. 그러나 역사가 디네쉬찬드라 시르카르는 난디바르만이나 그의 후손들의 다른 비문에는 그의 아슈바메다 수행이 언급되어 있지 않다고 지적한다. 따라서 아슈바메다 캠페인은 프리트비비야그라(또는 그의 상위 군주)에 의해 시작되었고, 난디바르만의 장군이 이를 저지했을 가능성이 더 높다.

## 힌두교 부흥운동에서

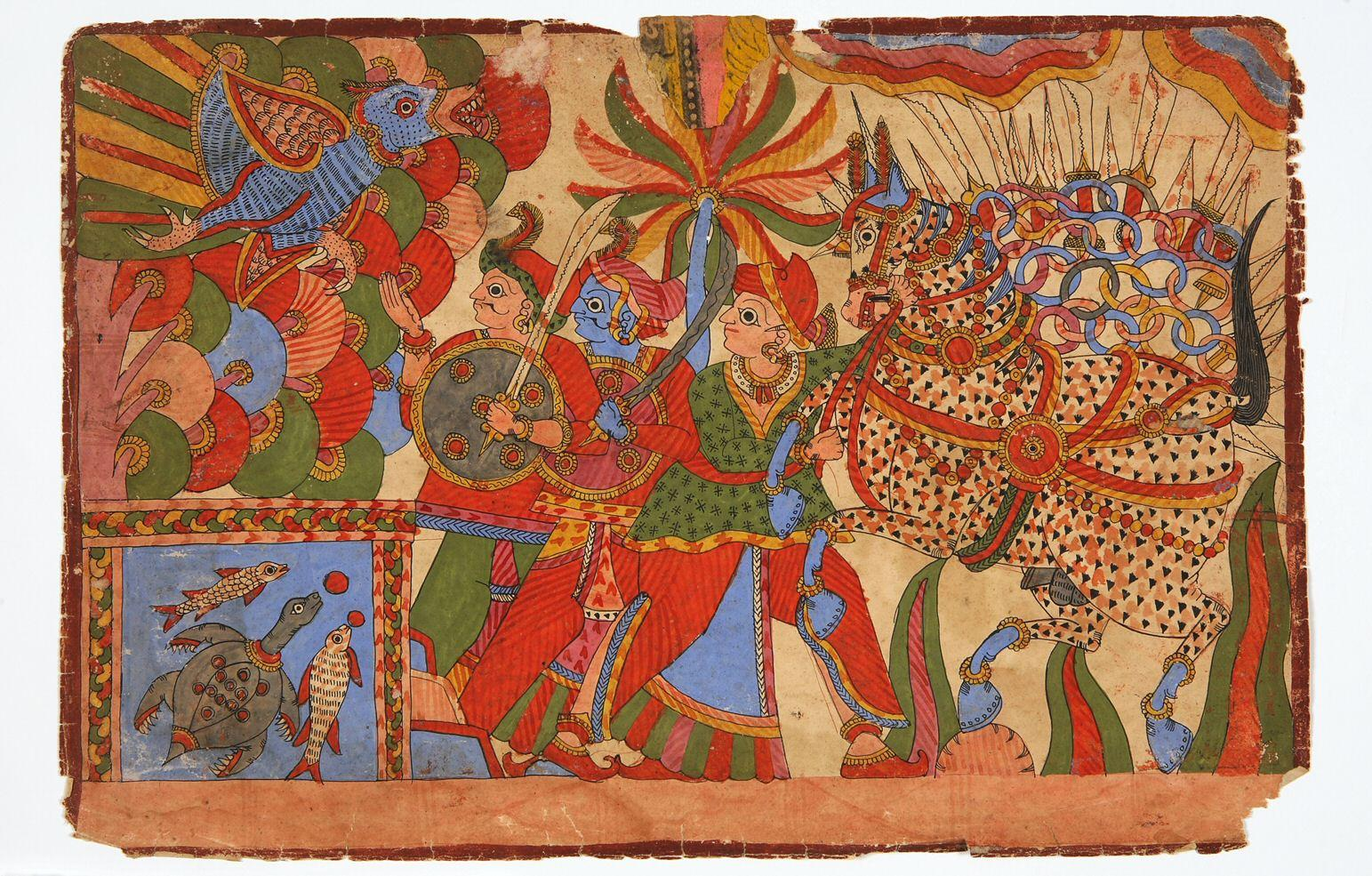
19세기 마하라슈트라의 아슈바메다에 대한 자이미니의 논평을 보여주는 두 둠비 호수 유역의 말 샤야마카르나

다야난다 사라스바티의 아리아사마지 개혁 운동에서 아슈바메다는 "내면의 태양"(프라나)과 연결되는 우화 또는 의식으로 간주된다.  다야난다에 따르면 실제로 야주르베다에 따른 의식에서는 말을 도축하지 않았다고 하며, 아리아사마지는 베단타 이전 의식의 존재 자체에 대해 이의를 제기한다. 따라서 스와미 사트야 프라카시 사라스와티는 다음과 같이 주장한다.
말 희생이라는 의미의 단어는 삼히타에서 발생하지 않는다. [...] 우주적 비유의 관점에서, 아슈바는 태양이다. 아디야투머 파크샤와 관련하여 프라자파티-아그니 또는 푸루샤, 창조자는 아슈야이다. 그는 최극자 바루나와 동일하다. 메다라는 단어는 경의를 나타낸다. 나중에 우리가 경의를 표하는 사람에게 봉헌을 바치기 때문에 의식에서 봉헌과 동의어가 되었다. 이 단어는 '도살' 또는 '희생'을 의미할 때 더욱 악화되었다.

그는 희생 제물로 바쳐진 동물이 푸루샤메다(일반적으로 리그베다 시대에 이미 순수한 상징적 희생으로 받아들여지고 있었던)에서 바쳐진 인간 희생자 목록만큼이나 상징적이라고 주장한다.
1991년부터 가야트리 파리와르는 1994년 4월 16일부터 20일까지 마디아프라데시주의 치트라코트에서 백만 명의 참가자와 함께 실제 말 대신 동상이 사용된 아슈바메다의 "현대식" 공연을 조직했다. 그러한 현대 공연은 동물을 죽이지 않고 숭배하는 사트비카 야즈나, 적을 극복하기 위한 기도, 아동 복지 및 발달 촉진, 빚 청산을 종교적 동기로 삼으며 전적으로 알레고리적 해석 내에서 이루어진다. 어떤 동물도 실제로 희생하지 않는 의식이다.

## 평판
의식에 대한 최초의 기록된 비판은 다양한 형태의 철학적 회의주의와 종교적 무관심을 가정한 인도 철학의 무신론 학교인 카르바카에서 나온 것이다. 마다바차리야의 사르바-다르샤나-산그라하에서 카르바카의 인용은 다음과 같다. 판딧(pandits), 자르파리(jarphari), 투르파리(turphari) 등의 모든 잘 알려진 공식과 Aswamedha에서 명령한 여왕을 위한 모든 음란한 의식, 이것들은 부푼에 의해 고안되었으며 따라서 제사장들에게 모든 종류의 선물은 음식을 먹는 동안 육체는 밤을 배회하는 악마의 명령을 받았다."
일부 작가에 따르면 아쉬바메다는 현 시대인 칼리 유가에서 금지된 의식이다.
이 의식은 달리트 개혁가이자 인도 헌법 제정자인 빔라오 람지 암베드카르의 기분을 상하게 했으며 그의 글에서 브라만 문화의 인지된 타락의 예로 자주 언급된다.
학자 마노하르 L. 바라드판데는 아슈바메다 의식을 "위대한 사회적 행사"라고 칭찬했다. 릭 F. 탈보트는 " 미르치아 엘리아데는 아슈바메다를 수행하는 동안 전체 우주를 재생성하고 모든 사회 질서를 재건하는 우주론적 구조를 가진 의식으로 취급했다."라고 썼다.

## 같이 보기
- 마제
- 슈라우타
- 야즈나
- 푸루샤메다
- 라자수야

## 참고 문헌
- Ashvini Agrawal (1989). 《Rise and Fall of the Imperial Guptas》. Motilal Banarsidass. ISBN 978-81-208-0592-7.
- Charles Drekmeier (1962). 《Kingship and Community in Early India》. Stanford University Press. 46쪽. ISBN 978-0-8047-0114-3.
- David M. Knipe (2015). 《Vedic Voices: Intimate Narratives of a Living Andhra Tradition》. Oxford: Oxford University Press. ISBN 9780199397709.
- Dineshchandra Sircar (1962).  Ramesh Chandra Majumdar, 편집. 《The History and Culture of the Indian People: The classical age》. Bharatiya Vidya Bhavan.
- Dineshchandra Sircar (1971). 《Studies in the Religious Life of Ancient and Medieval India》. Motilal Banarsidass. ISBN 978-81-208-2790-5.
- Jayantanuja Bandyopadhyaya (2007). 《Class and Religion in Ancient India》. Anthem. ISBN 978-1-84331-332-8.
- K M Ganguly (1896). 《The Mahabharata of Krishna Dwaipayana Vyasa》. Sacred Texts.
- Glucklich, Ariel (2007). 《The Strides of Vishnu: Hindu Culture in Historical Perspective》. Oxford University Press. ISBN 9780195314052.
- Rick F. Talbott (2005). 《Sacred Sacrifice: Ritual Paradigms in Vedic Religion and Early Christianity》. Wipf and Stock. ISBN 978-1-59752-340-0.
- Roshen Dalal (2010). 《Hinduism: An Alphabetical Guide》. Penguin Books India. ISBN 9780143414216.
- Snigdha Tripathy (1997). 《Inscriptions of Orissa》. I - Circa 5th-8th centuries A.D. Indian Council of Historical Research and Motilal Banarsidass. ISBN 978-81-208-1077-8.
- Stephanie Jamison (1996). 《Sacrificed Wife / Sacrificer's Wife》. Oxford: Oxford University Press. ISBN 9780195096637.
- Upinder Singh (2008). 《A History of Ancient and Early Medieval India》. Pearson Education India. ISBN 9788131711200.
- Tony Whitten, Greg S. Henderson, Muslimin Mustafa (2012). 《The Ecology of Sulawesi (The Ecology of Indonesia Series, Volume IV)》. Tuttle Publishing. ISBN 9781462905072.